# Zyginopsis ipoloa
Zyginopsis ipoloa är en insektsart som först beskrevs av George Willis Kirkaldy 1906.  Zyginopsis ipoloa ingår i släktet Zyginopsis och familjen dvärgstritar. Inga underarter finns listade i Catalogue of Life.